# Сила (роман)
Сила (The Power) — науково-фантастичний роман 2016 року британської письменниці Наомі Альдерман. Його головне фантастичне припущення — жінки розвинули здатність вивільняти електричні заряди з пальців, що зрештою надало їм змогу стати домінантною статтю .
У червні 2017 року роман було удостоєно жіночої премії Baileys за художню літературу. Також The New York Times включили  книгу до переліку 10 найкращих книг 2017 року. У грудні того ж року колишній президент США Барак Обама назвав The Power однією зі своїх улюблених книг.
Українською мовою роман видано у 2020 році у перекладі Наталі Тисовської видавництвом «Книголав».

## Огляд
«Сила» — це книга в книзі (міз-ан-абім): літопис уявної історії бурхливої ери, під час якої жінки в усьому світі розвивалися та ділилися здатністю випромінювати електрику зі своїх рук. Рукопис був нібито переданий Нілом Адамом Армоном іншій авторці, на ім'я Наомі, приблизно через п'ять тисяч років після появи Сили і революції, яка перетворила світ на матріархат. Ця фантастична белетристика розповідає про досвід Еллі, Роксі, Марго, Джослін і Тунде, які намагаються керувати світом, що швидко змінюється.

## Сюжет
У матріархальному суспільстві романіст-початківець пише впливовій письменниці про свою вигадану розповідь про зародження матріархату. 5000 років тому (у наш час) чоловіки домінували у суспільстві. Потім почали з'являтися новини про жінок, здатних захистити себе за допомогою електричних розрядів. Ба більше, з їхньою допомогою вони можуть атакувати, катувати, ґвалтувати і навіть вбивати.
Роксі — англійська підлітка, чия мати зазнала нападу. Роксі вдається захистити себе, поранивши одного нападника, але інший б'є її та вбиває її матір. Тунде — журналіст-початківець із Нігерії, якого приваблює дівчина на ім'я Енума. Перш ніж він встигає проявити ініціативу, вона вирубує його, а потім цілує, доки він паралізований. Тунде починає знімати на відео жінок, які використовують свої нові здібності, і публікувати ці матеріали в інтернеті. Марго — мерка міста в штаті Вісконсин, яка виявляє, що у її дочки Джослін також розвинулася ця здатність. Еллі — дівчина, яка зазнає нападу свого названого батька, вбиває його за допомогою нової здібності та ховається в монастирі.
У міру поширення Сили по всьому світу репутація Тунде дає йому унікальну можливість зняти на відео заворушення у Саудівській Аравії та інших регіонах. Еллі дізнається, як використовувати Силу для зцілення, і стає впливовим релігійним лідером, який пропагує матріархальну доктрину. Марго створює тренувальні табори для дівчаток-підліток, які бажають розвивати та використовувати Силу. Жінки в Молдавії створюють воєнізовані формування, і Тетяна, дружина президента країни, обіймає його посаду. Саудівський монарх у вигнанні тренує армію бунтівників, щоб протистояти їй. Тунде мало не зґвалтували в Індії. Марго стає губернаторкою, використовуючи Силу, щоб змусити замовкнути свого колегу під час дебатів. Наркотик під назвою «Блиск» посилює силу жіночих «мотанок» — органів, що виробляють електричну енергію. Блогер UrbanDox отримує вплив як активіст-антифемініст та пропагує терористичні атаки проти жінок. Роксі бере на себе злочинне підприємство свого батька. Тетяна починає поводитися безглуздо, масово вбиваючи людей. Вона вводить у Молдавії нові закони: чоловіки втрачають всі свої права і можуть переміщатися країною лише з дозволу опікунки — матері, сестри чи дочки.
У кульмінації історії Еллі вбиває Тетяну та вирішує повернути світ у кам'яну добу, щоб зруйнувати світоустрій, заснований на владі чоловіків.
Поважна письменниця каже молодому автору, що це гідна книга, але слід опублікувати її під жіночим ім'ям. Інакше публіка сприйматиме роман як несерйозну «чоловічу літературу».

## Головні герої
- Еллі Монтгомері-Тейлор — молода дівчина, яка використовує свою силу, щоб вбити свого названого батька-ґвалтівника. Вона йде в монастир, де стає релігійною фігурою на ім'я Єва.
- Роксі Монке — молода дочка лондонського боса мафії, яка стає свідком вбивства своєї матері. У пошуках допомоги у зміцненні своїх сил вона зустрічається з матір'ю Євою і врешті-решт стає її довіреною особою.
- Марго Клірі — американська політикиня, прихильниця навчання молодих дівчат тому, як правильно використовувати Силу. Ставши меркою великого міста, вона створює табори для дівчаток «Полярна зоря» — спочатку у своєму місті, а згодом вони поширюються по всій країні.
- Джослін Клірі — дочка Марго Клірі, у якої проблеми з керуванням електричною силою. Попри труднощі, Джослін здатна пробудити силу своєї матері.
- Олатунде Едо (Тунде) —  журналіст, який документує, як влада жінок зростає в усьому світі. Визнання він отримує, розмістивши одне з перших відео про жінок, які використовують Силу, в інтернеті.
- Тетяна Москалева — колишня перша леді Молдови. Після вбивства свого чоловіка вона захоплює владу та перетворює Молдову на матріархальну країну під назвою Бессарабія.
- Ніл Адам Армон — вигаданий автор рукопису «Сила» і член Асоціації письменників чоловіків. Ніл звертається до Наомі через листи, щоб обговорити її ідеї про свою книгу (його ім'я — анаграма імені Наомі Альдерман).

## Історія створення
«Сила» — четвертий роман Альдерман. На його створення вплинули її стосунки з канадською письменницею Маргарет Етвуд — авторкою культового у феміністських колах роману «Оповідь служниці», антитезою до якого і стала «Сила». Наставництво Етвуд над Альдерман було організовано через програму Rolex . В інтерв'ю The Telegraph у 2012 році Альдерман пояснила вплив робіт Етвуд на неї як письменницю до наставництва: «Я була в початковій школі для ортодоксальних євреїв, де щоранку хлопчики говорили: «Дякую, Бог, що не зробив мене жінкою». Якщо ви складете це разом з "Оповіддю про служниці" у своїй голові, в ній зрештою щось вибухне!». В іншому інтерв'ю The Guardian щодо «Сили» Альдерман уточнює, на які саме ідеї її надихнула Етвуд: «Єдине, що Маргарет прямо запропонувала, це ідея монастиря». У романі обстановка монастиря відіграє ключову роль у становленні влади жінок.

## Літературне значення та оцінки
Книга, успіх якої було підкріплено рецензіями та нагородами, широко визнано значним літературним твором. Рецензент газети The Washington Post Рон Чарльз охарактеризував роман як «один із тих важливих феміністських творів, який жахає та просвітлює, бісить і надихає».
Роман «Сила» став лауреатом жіночої премії Бейліс за художню літературу у 2017 році . Він також був четвертим у списку 10 найкращих книг 2017 року за версією The New York Times. Заступник літературного редактора The Guardian Джастін Джордан похвалив книгу, заявивши, що «вона містить безліч нюансів і змушує задуматися, поєднуючи елегантно ефективну прозу з прекрасними роздумами про метафізику влади, можливості та зміни».
Деякі рецензенти розкритикували роман. Так, авторка The New York Times Book Review Амаль Эль-Мохтар  розкритикувала книгу за побудову світу та філософські невідповідності.

## Продовження
У грудні 2016 року Альдерман зізналася, що «читачі вже запитують її, чи буде продовження — ще одного роману не буде (ймовірно), але безперечно можна розповісти набагато більше історій, ніж вмістилося в книзі».

## Адаптації
Роман має бути екранізований у вигляді серіалу після того, як Джейн Фезерстоун на аукціоні придбала телевізійні права на твори Наомі Альдерман. Після цього придбання письменниця сказала: «не можу дочекатися, щоб розширити цю історію та провести електричних жінок телевізійними екранами всього світу». Альдерман буде не лише сценаристкою, а й продюсеркою серіалу. У фільмі буде відображено сюжетні лінії персонажів книги, а також додано нові.